# Burschenschaft Ghibellinia zu Prag in Saarbrücken
Die Burschenschaft Ghibellinia zu Prag ist eine pflichtschlagende farbentragende Studentenverbindung in Saarbrücken. Die Burschenschaft war Teil der Deutschen Burschenschaft (DB) und ist mittlerweile verbandsfrei. Sie ist ein Männer- und Lebensbund. Die Ghibellinia vereint Studenten und Alumni der Universität des Saarlandes und HTW Saar, welche Ghibellinen genannt werden.

## Couleur und Wahlspruch
Die Burschen und Alten Herren der Ghibellinen tragen ein schwarz-rot-goldenes auf weißes Band im überbreiten Prager Format. Füchse tragen ein schwarz-rotes Band. Dazu wird eine weiße Mütze getragen. Der Wahlspruch der Burschenschaft lautet: Ehre, Freiheit, Vaterland!

## Geschichte

### Gründung in Prag

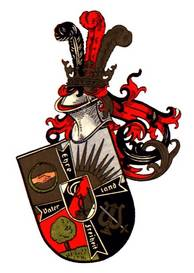
Altes Wappen

Die Burschenschaft Ghibellinia wurde am 30. Oktober 1880 in Prag gegründet. Sie wurde von Studierenden ins Leben gerufen, die sich sowohl der deutschen Kultur als auch der politischen Bewegung des 19. Jahrhunderts verbunden fühlten. Wie alle Burschenschaften beruft sie sich auf die Ideen der Urburschenschaft.
Bereits 1888 führte die Agitation des Gründers, Antisemiten, Tschechenhassers und radikalen Nationalisten Karl Hermann Wolf, welcher innerhalb der deutschen Studentenschaft in Prag und Wien sehr beliebt war, zum Ausschluss aller Mitglieder jüdischer Herkunft aus den Burschenschaften. So wurde auch die Ghibellinia „judenfrei“. Diesem Vorbild der Studenten folgten auch andere deutsche Vereine, darunter der mitgliederstarke Alpenverein. Die spätere NSDAP würdigte Wolf dann auch „als eines ihrer ideologischen und politischen Vorbilder“. Er „war 1937 Ehrengast auf dem Nürnberger Parteitag der NSDAP und erhielt von Hitler einen Ehrensold“.
Mit der Zerschlagung der Rest-Tschechei und der Errichtung des Protektorats Böhmen und Mähren 1939 wurde die bereits zuvor im Altreich und in Österreich vollzogene Gleichschaltung der Korporationen auch in Prag durchgeführt. Die aktiven Verbindungen suspendierten und wurden durch Kameradschaften des NSD-Studentenbundes ersetzt, für die die Altherrenverbände der vormaligen Verbindungen als Altkameradschaften fungierten. An die Stelle Ghibellinias trat die nunmehrige Kameradschaft Peter Parler.
Am 5. Mai 1945 beendete der Aufstand der Prager Bevölkerung die Arbeit der Deutschen Universität Prag und am 18. Oktober 1945 wurde die Universität als feindliche Institution aufgelöst.

### Nachkriegszeit in Deutschland
In der Nachkriegszeit gründeten die ehemaligen Prager und Brünner Korporierten, darunter auch die der Ghibellinia, am 28. Juli 1951 die „Arbeitsgemeinschaft Sudetendeutscher Burschenschaften“, deren Ziel es war, ihre Organisationen mit Unterstützung der Sudetendeutschen Landsmannschaft an verschiedenen bundesdeutschen Universitäten wieder zu begründen.
Der Altherrenverband der Ghibellinia Prag schloss 1951 ein Patenschaftsabkommen mit der Münchener Burschenschaft Arminia, die den Ghibellinen bis zu einer künftigen Reaktivierung eine temporäre Heimat bot.
Die von den Ghibellinen für die Neufaufnahme eines Aktivenbetriebs favorisierte Universität des Saarlandes blieb ihnen allerdings in den ersten Jahren ihrer Existenz verschlossen, da der „Gründungskonsens“ dieser Hochschule „den politischen Traditionen der studentischen Volkstumskämpfer und Nazis diametral entgegengesetzt“ war.
Nach der Wiedereingliederung des Saarlandes 1956 beschloss die Deutsche Burschenschaft, in Saarbrücken Fuß zu fassen. Bereits 1951 war aus den Reihen des Verbandes eine Saarbrücker Burschenschaft Germania gegründet worden, zu der nun eine zweite Burschenschaft hinzutreten sollte. Zwei Ghibellinen und altgediente Funktionäre der Sudetendeutschen Landsmannschaft organisieren den Umzug nach Saarbrücken. Seit 1959 ist die Ghibellinia daher in Saarbrücken ansässig.

### Seit 2000
Am 14. Mai 2010 feierte die Burschenschaft im großen Saal des Saarbrücker Schlosses ihr 130. Stiftungsfest. Der Universitätspräsident Volker Linneweber hielt die Festrede und würdigte die Traditionen der Ghibellinen.
Von 1919 bis 1933 sowie von ihrer Wiederbegründung 1959 gehörte die Burschenschaft Ghibellinia zu Prag in Saarbrücken bis zu ihrem Austritt im Zuge der Verbandskrise 2012 der Deutschen Burschenschaft an. Von 1962 bis 2009 war sie außerdem Mitglied der Burschenschaftlichen Gemeinschaft.

## Auswärtige Verhältnisse
Über ihr Kartell, den Ostdeutschen Bund pflegt die Burschenschaft Ghibellinia zu Prag in Saarbrücken mit der Brünner Burschenschaft Libertas zu Aachen, der Wiener akademische Burschenschaft Bruna Markomannia und der Akademische Burschenschaft Allemannia Graz ein bundesbrüderliches Verhältnis.
Daneben bestehen Freundschaftsverhältnisse mit der Münchener Burschenschaft Arminia-Rhenania und mit der ehemals dem Ostdeutschen Bund angehörenden Prager Burschenschaft Arminia zu Bochum.

## Korporationshaus
Die Burschenschaft Ghibellinia zu Prag besitzt ein Korporationshaus im Saarbrücker Stadtteil Scheidt in Am Schmittenberg 30-32.

## Bekannte Mitglieder
Die Verbindung hat in der Vergangenheit auch prominente Mitglieder hervorgebracht, die in verschiedenen Bereichen wie Politik, Wissenschaft und Kultur erfolgreich waren.
- Felix Dahn (1834–1912), Rechtswissenschaftler, Schriftsteller und Historiker (Ehrenmitglied)
- Rudolf Fritsch (1939–2018), Mathematiker und Hochschullehrer
- Emil Janka (1894–1952), Jurist und Bürgermeister von Eger (NSDAP)
- Hugo Jury (1887–1945), österreichischer nationalsozialistischer Politiker (NSDAP), SS-Obergruppenführer[10]
- Werner Kuhn (* 1941), Abgeordneter des Rheinland-Pfälzischen Landtages 1996 bis 2011 (FDP)
- Harald Lönnecker (1963–2022), Jurist, Archivar, Historiker und Hochschullehrer (Ehrenmitglied)
- Karl Müller (1866–1942), Astronom
- Karl Günther Stempel (1917–2012), Richter und Schriftsteller
- Franz Tobisch (1868–1917), Mediziner, Abgeordneter des Böhmischen Landtag und des Österreichischen Abgeordnetenhauses
- Christian Wirth (* 1963), Politiker (AfD), Rechtsanwalt, Mitglied des deutschen Bundestages (seit 2017), Landesvorsitzender der AfD Saarland (2020–2022)
- Karl Hermann Wolf (1862–1941), deutschböhmischer Politiker der Deutschnationalen Bewegung, später der Deutschradikalen Partei in Österreich-Ungarn sowie Publizist, Abgeordneter des Böhmischen Landtags, Abgeordneter zum österreichischen Reichsrat (1897–1918) und 1918/19 Mitglied der Provisorischen Nationalversammlung für Deutschösterreich[10]

Mitgliedsverzeichnisse:
- Willy Nolte (Hrsg.): Burschenschafter-Stammrolle. Verzeichnis der Mitglieder der Deutschen Burschenschaft nach dem Stande vom Sommer-Semester 1934. Berlin 1934.

## Aktuelle Kontroversen

### Vortragsabende
Zu den Gastrednern der Ghibellinia gehören Markus Beisicht, einer der Gründer der Bürgerbewegung Pro Köln, die vom Verfassungsschutz als rechtsextrem eingestuft wird, Rolf Schlierer, Vorsitzender der Republikaner, und Reinhard Günzel, ein ehemaliger Brigadegeneral, der in Afghanistan Kommandeur des Kommando Spezialkräfte war. Günzel wurde 2003 in den Ruhestand versetzt, da er einen Solidaritätsbrief an den Bundestagsabgeordneten Martin Hohmann geschrieben hatte, der aufgrund einer antisemitischen Rede aus der CDU ausgeschlossen worden war.

### „Satireprotokoll“ 2011
2011 wurde das „Protokoll des Generalconvents der Ghibellinia Saarbrücken“ vom 29. Januar 2011 von der linksextremen Seite Linksunten.indymedia veröffentlicht. In diesem schwadronieren die Ghibellinen in satirischer Weise, „sie hätten einen Brief des jüdischen Weltkongresses bekommen, in dem dieser sich entschuldige, ‚unseren AH Jury in der Vergangenheit geschmäht zu haben‘. Der ‚Alte Herr‘ Hugo Jury begann einst als Ghibelline, nach seiner Karriere in der NSDAP wurde er 1942 SS-Obergruppenführer. Laut Protokoll erwägen die Burschen, einen Film mit dem Titel ‚Jurys Liste‘ zu drehen und neue Auflagen eines Buches zu drucken, mit dem anscheinend Adolf Hitlers ‚Mein Kampf‘ gemeint ist“.
Weiter wird angemerkt, dass als Unterbrechung „ein kleines Progrom“ folgte. „Beschrieben wird ein offenbar fiktives Pogrom der Burschen, bei dem ‚zur Feier des Tages vier Neger gelyncht‘ werden, ‚die man vorher weiß getüncht‘ habe. Unter ‚Veranstaltungen für das nächste Semester‘ finden sich schließlich eine ‚Aktivenfahrt nach Namibia zur Negerjagd‘ und ‚zwei wöchentliche Progrome‘.“ Das Schriftstück, verfasst und verschickt von einem ihrer Aktiven, wird später intern als „Satireprotokoll“ dargestellt.

### Antisemitischer Vorfall in Heidelberg 2020
Bei dem antisemitischen Angriff auf ein Mitglied einer anderen Studentenverbindung mit jüdischen Wurzeln in Heidelberg waren auch 5 Mitglieder der Ghibellinia anwesend und beteiligt. Nach Angaben der Staatsanwaltschaft konnte 4 von ihnen „eine Beteiligung an der Tat nicht hinreichend nachgewiesen werden“. Daraufhin wurde gegen einen Ghibellinen neben 5 weiteren Personen ein Strafbefehl beantragt. Unter anderem wegen dieser Vorwürfe hatten die Jusos „von der Universität des Saarlandes gefordert, sich von der Studentenverbindung zu distanzieren“. Diesbezüglich hatten Linke Liste – SDS & Unabhängige, Grüne Hochschulgruppe Saar, Juso-Hochschulgruppe Saar & Unabhängige den Antrag „Antisemitischen Rechten keine Chance auf dem Campus geben! - Die Ghibellinia zu Prag ist kein tolerierbarer Akteur der saarländischen Studierendenschaft“ eingereicht.
In der Saarbrücker Zeitung rechtfertigt sich der Vorstand des Altherrenverbandes der Ghibellinia: Man würde alle Einstellungen und Handlungen strikt ablehnen, die sich gegen Recht und Gesetz richten. So würden sie „insbesondere extremistische und antisemitische Einstellungen oder gar Taten [...] auf das Schärfste“ verurteilen. Weiter sei die Ghibellinia von den laufenden Ermittlungen nicht betroffen. Laut dem Altherrenverband distanziere sich die Verbindung „in aller Deutlichkeit“ „von diesen berichteten Vorfällen“. „Sollte gegen einzelne Mitglieder unserer Burschenschaft ermittelt werden, werden wir selbstverständlich die laufenden Ermittlungen unterstützen und in vollem Umfang mit den zuständigen Behörden zusammenarbeiten. Wir vertrauen voll und ganz den zuständigen Behörden und verweisen im Sinne unserer Rechtsstaatsprinzipien auf die Unschuldsvermutung in laufenden Ermittlungen.“

### 9. November 2024
Am 9. November 2024 veranstaltete die Ghibellinia einen „Sport- und Kneiptag“; „ein Spektakel für Jung und Alt“. Nachdem an diesem geschichtsträchtigen Datum auch die Progrome gegen die Juden und der Mauerfall stattfanden, wurde dies von der Linksjugend Saarland kritisiert und eine Absage der Veranstaltung gefordert.